# Doktorzy honoris causa Uniwersytetu Opolskiego
Doktorami honoris causa Uniwersytetu Opolskiego są:
1. Ks. abp Alfons Nossol, 18 maja 1995 r. Promotor: prof. dr hab. Jerzy Pośpiech
2. Gerhard Nickel, 22 października 1996 r. Promotor: prof. dr hab. Franciszek Marek
3. Kazimierz Kutz, 10 marca 1997 r. Promotor: prof. dr hab. Marian Marek Drozdowski
4. Stanisław Lem, 8 grudnia 1997 r. Promotor: prof. dr hab. Wiesław Łukaszewski
5. Ryszard Kaczorowski, 10 marca 1998 r. Promotor: prof. dr hab. Stanisław Sławomir Nicieja
6. Wojciech Kilar, 10 marca 1998 r. Promotor: prof. dr hab. Stanisław Sławomir Nicieja
7. Tadeusz Różewicz, 10 marca 2000 r. Promotor: prof. dr hab. Dorota Simonides
8. Janusz Tazbir, 10 marca 2000 r. Promotor: prof. dr hab. Stanisław Gajda
9. Adam Hanuszkiewicz, 9 marca 2001 r. Promotor: prof. dr hab. Piotr Obrączka
10. Wojciech Wrzesiński, 17 maja 2001 r. Promotor: prof. dr hab. Stanisław S. Nicieja
11. Jaroslav Pánek, 17 maja 2001 r. Promotor: prof. dr hab. Jan Seredyka
12. J.Em. Kard. Miloslav Vlk, 24 stycznia 2002 r. Promotor: ks. prof. dr hab. Kazimierz Dola
13. J. Em. Kard. Karl Lehmann, 24 stycznia 2002 r. Promotor: ks. prof. dr hab. Helmut Sobeczko
14. Zbigniew Religa, 11 marca 2002 r. Promotor: prof. dr hab. Stanisław Sławomir Nicieja
15. Hendrik Foth, 11 marca 2002 r. Promotor: prof. dr hab. Stanisław Sławomir Nicieja
16. Michał Głowiński, 10 marca 2003 r. Promotor: prof. dr hab. Zdzisław Piasecki
17. Kazimierz Polański, 10 marca 2003 r. Promotor: prof. dr hab. Stanisław Gajda
18. Jego Świątobliwość Ojciec Święty Jan Paweł II, 17 lutego 2004 r. Laudator: ks. prof. dr hab. Helmut Sobeczko
19. Zbigniew Kwieciński, 22 kwietnia 2004 r. Promotor: prof. dr hab. Teresa Borowska
20. Tadeusz Lewowicki, 22 kwietnia 2004 r. Promotor: prof. zw. dr hab. Józefa Brągiel
21. Jacek Fisiak, 10 marca 2005 r. Promotor: dr hab. Andrzej Ciuk, prof. UO
22. Hubert Orłowski, 10 marca 2005 r. Promotor: dr hab. prof. UO Maria Katarzyna Lasatowicz
23. Jan Miodek, 10 marca 2006 r. Promotor: prof. dr hab. Bogusław Wyderka
24. Jerzy Janicki, 10 marca 2006 r. Promotor: prof. dr hab. Stanisław Sławomir Nicieja
25. Hans-Gert Pöttering, 10 marca 2007 r. Promotor: ks. prof. dr hab. Stanisław Rabiej
26. J. Em. Kardynał Walter Kasper, 10 marca 2007 r. Promotor: ks. prof. dr hab. Piotr Jaskóła
27. Władysław Bartoszewski, 10 marca 2008 r. Promotor: prof. dr hab. Stanisław Sławomir Nicieja
28. Dorota Simonides, 10 marca 2008 r. Promotor: prof. dr hab. Piotr Kowalski
29. Ryszard Nycz, 6 czerwca 2008 r. Promotor: prof. dr hab. Irena Jokiel
30. Wiesław Myśliwski, 10 marca 2009 r. Promotor: prof. dr hab. Elżbieta Dąbrowska
31. prof. dr hab. Henryk Samsonowicz, 10 marca 2009 r. Promotor: prof. dr hab. Stanisław Sławomir Nicieja
32. prof. Krzysztof Zanussi, 5 marca 2010 r. Promotor: ks. prof. dr hab. Marek Lis
33. Lech Wałęsa, 10 marca 2011 r. Promotor: prof. dr hab. Teresa Kulak
34. Rolf Fieguth, 10 lipca 2012 r. Promotor: prof. dr hab. Dorota Brzozowska
35. Cheong Byung-kwon, 10 lipca 2012 r. Promotor: prof. dr hab. Alina Nowicka-Jeżowa
36. Daniel Olbrychski, 11 marca 2013 r. Promotor: prof. dr hab. Stanisław Sławomir Nicieja
37. ks. prof. Wacław Hryniewicz, 30 października 2014 r. Promotor: ks. prof. dr hab. Piotr Jaskóła[2]
38. ks. prof. Stanisław Celestyn Napiórkowski, 30 października 2014 r. Promotor: bp dr hab. Andrzej Czaja[3]
39. Franciszek Grucza, 10 marca 2015 r. Promotor: prof. dr hab. Maria Katarzyna Lasatowicz
40. Marceli Kosman, 10 marca 2017 r. Promotor: prof. dr hab. Stanisław Sławomir Nicieja
41. Tomasz Szarota, 10 marca 2017 r. Promotor: prof. dr hab. Stanisław Sławomir Nicieja
42. Franciszek Kokot, 11 października 2017 r. Promotor: prof. dr hab. Marian Zembala
43. Paweł Kafarski, 9 marca 2018
44. Lech Borowiec, 10 marca 2020
45. Jana Hoffmannova, 10 marca 2022
46. Julian Kornhauser, 10 marca 2022
47. ks. kard. Kurt Koch, 3 czerwca 2022
48. Andrzej Antoszewski, 10 marca 2023